# Michail Stasinopoulos
Michail Stasinopoulos (griechisch Μιχαήλ Στασινόπουλος, * 27. Juli 1903 in Messini; † 31. Oktober 2002 in Athen) war Präsident Griechenlands von 1974 bis 1975, Jurist und Schriftsteller.

## Jurist
Stasinopoulos studierte an der Nationalen und Kapodistrias-Universität Athen Rechtswissenschaften und promovierte 1934. 1937 erhielt er eine Assistenz-Professur für Verwaltungsrecht. 1943 wurde er Professor an der Pantion-Universität Athen, deren Rektor er von 1951 bis 1959 war. Ab 1960 war Stasinopoulos Vize-Präsident des Staatsrats, des höchsten Verwaltungsgerichts, und von 1966 bis 1969 dessen Präsident. 1968 wurde er Mitglied der Athener Akademie. Sowohl 1969 als auch 1970 wurde Stasinopoulos durch Stimmen aus der französischen Justiz für den Friedensnobelpreis vorgeschlagen. 1975 wurde Stasinopoulos Richter und war von 1976 bis 1978 Richter am Internationalen Gerichtshof in Den Haag. 1978 wurde Stasinopoulos Präsident der Akademie von Athen.

## Politiker
Stasinopoulos war von 1951 bis 1953 Chef des griechischen Rundfunks EIR (Ethniko Idryma Radiofonias).
1952 fungierte er als geschäftsführender Minister beim Premierminister und als Arbeitsminister unter Dimitrios Kiousopoulos, unter Konstantinos Georgakopoulos war er 1958 erneut Minister beim Premierminister.
Stasinopoulos wurde bei der Parlamentswahl 1974 für die Nea Dimokratia Abgeordneter. Am 18. Dezember 1974 – zehn Tage nach der Volksabstimmung über die Staatsform Griechenlands – wurde Stasinopoulos mit 206 von 300 Stimmen im Parlament zum ersten Präsidenten Griechenlands nach der Militärdiktatur gewählt. Bereits am 20. Juni 1975 übergab Stasinopoulos das Amt an Konstantinos Tsatsos.

## Schriftsteller
Stasinopoulos war seit seiner Jugend ein Schriftsteller, der anfangs seine Texte in der Zeitschrift Mousa (Μούσα ‚Muse‘)  veröffentlichte. Neben wissenschaftlichen Texten schrieb er auch Übersetzungen französischer Poesie und Prosa.